# 奎苏镇
奎苏镇，是中华人民共和国新疆维吾尔自治区哈密市巴里坤哈萨克自治县下辖的一个乡镇级行政单位。“奎苏”系蒙古语“腹脐”，因村西的山丘位于巴里坤山和莫钦乌拉山之间形似腹脐而得名。

## 地理
奎苏镇位于巴里坤盆地东部，东连伊吾马场、红星一牧场、伊吾县，南以巴里坤山与哈密市为界，西邻红山农场、良种场、大河镇、三塘湖乡，总面积4 645.63平方千米。镇政府设在奎苏村。镇南接巴里坤山，北连天山支脉莫钦乌拉山，地势东南高西北低。海拔1 782～1 882米。地表水资源量8 800万立方米。有大小水沟12条，其中长年有水7条，季节性有水5条，径流量较大的有柳条河、乌沟、奎苏沟、李家沟。属典型温带大陆冷凉气候，年均气温0℃，最高气温32℃，最低气温零下41℃。平均无霜期98天，最长114天，最短80天。年降水205～120毫米，年蒸发量1 621.7毫米。

## 歷史
清乾隆年间移民屯田形成村庄，民国时期属永丰乡所辖。1950年隶属东区，1953 年为奎苏区。1956年撤区建奎苏乡，辖4个高级社，1958年更名为东风人民公社。1961年，自治区农垦厅以奎苏公社为基
础建立奎苏农垦总场。1962年初，撤农垦总场，设为奎苏公社。文化大革命时为东风公社，1980年恢复奎苏公社。1984年为奎苏乡。2001年10月撤乡建镇，为奎苏镇。

## 经济
奎苏镇经济以农业为主，2010年末总播地面积1.84万公顷，以种植小麦、马铃薯、大麦、冷凉性大路蔬菜为主。天然草场7 679公顷。在镇的东面有柳条河水库，东南有乌沟水库。共有机电井112眼，提水量1 696.3万立方米。1985年，奎苏乡有奎苏煤矿、化工厂、综合加工厂、建筑队等乡镇企业，2010年之前先后改制。哈巴公路经过镇政府通往县城与哈密，各个行政村与镇政府之间有乡村柏油道路贯通。2010年，有小学3所，九年一贯制学校1所，有1所乡级农牧民技术学校。有各级医疗卫生机构1个，门诊室7个。有文化站、广播电视站各1处。有国家、自治区、县级文物保护单位3处。境内有水泉沟、乌沟等风景区，有距今3 100~3 300年的南湾村古墓群、清代烽燧、石屹塔遗址等古迹，是夏季旅游观光避暑的胜地。

## 人口
1978年，奎苏人民公社辖9个生产大队30个生产小队，有常住人口15 305人。1985年有常住人口14 962人，其中哈萨克族1 008人、蒙古族19人、其他少数民族60人。2010年，辖区户籍总人口2 583
户10 452人，其中少数民族1 708人。

## 行政区划
奎苏镇下辖以下地区：
奎苏村、南湾村、二十里村、三十户村、上沙河沿村、楼房沟村、柳沟村、板房沟西村、板房沟东村、拐把头村和庙尔沟村。